# Heitor de Alencar Guimarães
Heitor de Alencar Guimarães Filho (Curitiba, 16 de abril de 1915 – 20 de julho de 1969) foi um advogado e político brasileiro.

## Vida
Filho de Heitor de Alencar Guimarães e de Alda B. Guimarães, bacharelou-se em direito.

## Carreira
Foi deputado à Assembleia Legislativa de Santa Catarina na 3ª legislatura (1955 — 1959), eleito pelo Partido Social Democrático (PSD). Foi 2º secretário da Assembleia Legislativa, em 1955.